# 貓之屋
貓之屋是位於拉脫維亞里加老城的一棟建築，建於1909年，以屋頂上兩個貓雕塑而聞名。傳說委託該建築物的富商被拒絕成為里加商人行會的成員，便將屋頂兩隻憤怒的貓朝向行會建築以報復。